# Martin-de-Viviès
Martin-de-Viviès ili La Roche Godon, bivši kamp Heurtin, je istraživačka stanica i jedino naselje na otocima Amsterdam i Saint-Paul francuskih južnih i antarktičkih zemalja u južnom Indijskom oceanu. Nalazi se na sjevernoj obali otoka Amsterdam i u njemu živi tridesetak ljudi.
Ime je dobio po Paulu de Martinu de Vivièsu koji je s još desetoricom proveo zimu 1949. na otoku.
Postaja je izvorno nazvana Camp Heurtin i radi od 1. siječnja 1981., zamijenivši prvu postaju La Roche Godon.

## Vanjske poveznice
|  | Zajednički poslužitelj ima još gradiva o temi Martin-de-Viviès |

- Fotografija iz zraka